# Le Livre des sœurs
Le Livre des sœurs est le 31e roman d’Amélie Nothomb publié le 17 août 2022 aux éditions Albin Michel.

## Résumé
Nora et Florent forment un couple fusionnel qui ne donne aucun amour à leur fille Tristane. Laetitia, la petite sœur de Tristane, naît quelques années après elle. Tristane va donner beaucoup d'amour à sa sœur.

## Couverture
Nikos Aliagas a réalisé la photographie de la couverture du roman.